# Vaderdag

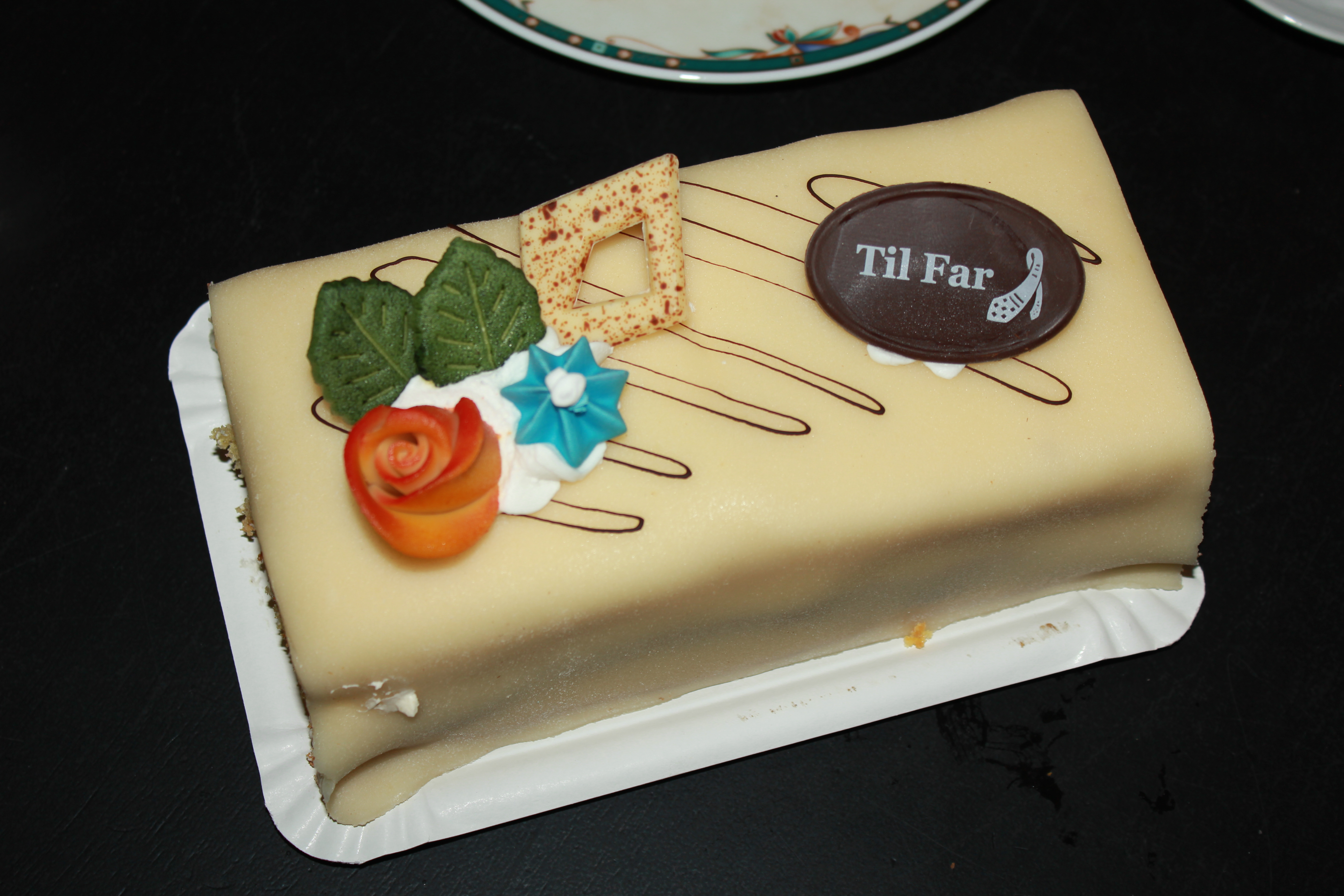
Vaderdagsgebakje in Noorwegen

Vaderdag is een feestdag ter ere van vaders, waarbij het vaderschap en het belang van vaders voor de opvoeding en verzorging van hun kinderen wordt gevierd. In Nederland wordt Vaderdag gevierd op de derde zondag in juni. In België viert men in het grootste deel van het land op de tweede zondag van juni. In de provincie Antwerpen viert men dit op 19 maart. Het feest komt voort uit de voorafgaande Moederdag.

## Geschiedenis
Naar verluidt is Vaderdag in 1909 geïntroduceerd door mevrouw Sonora Smart Dodd, uit de staat Washington, waarbij zij haar vader, William Jackson Smart, wilde eren. Hij was een veteraan uit de Amerikaanse Burgeroorlog, die weduwnaar was geworden, nadat zijn vrouw in het kraambed bij de geboorte van hun zesde kind gestorven was. Toen zijn dochter volwassen geworden was, wilde ze de kracht en het doorzettingsvermogen van haar vader onder de aandacht brengen. Zij was hiervoor geïnspireerd door Anna Jarvis, die een jaar eerder een Moederdag had gelanceerd.
De eerste Vaderdag vond toen plaats op 19 juni 1910 in Spokane in de staat Washington. President Calvin Coolidge steunde in 1924 het idee om een Vaderdag te vieren, maar het geheel uit mannen bestaande Amerikaanse congres wilde niet iets doorvoeren dat zo de mannen in het zonnetje zette. Het effect hiervan was dat de dag pas officieel in de VS erkend werd tijdens het presidentschap van Richard Nixon in 1972.
In Nederland werd vanaf 1937 in oktober Vaderdag gevierd. Op initiatief van de toenmalige Nederlandse Bond van Herenmodedetaillisten werd in 1948 afgesproken dat Vaderdag verplaatst zou worden naar de derde zondag van juni.

## Viering
Naar analogie met Moederdag wordt in België net als in Oostenrijk Vaderdag op de tweede zondag in juni gevierd. Vele landen, waaronder Nederland, vieren het op de derde zondag van die maand. In Spanje, Portugal, Italië en Liechtenstein maar ook in een deel van België (onder andere de regio Antwerpen), wordt Vaderdag  op 19 maart gevierd, dit is de feestdag van Sint Jozef, de voedstervader van Jezus. In Duitsland wordt Vaderdag gevierd op Hemelvaartsdag, de dag dat Jezus opvaart naar zijn Vader in de hemel.

### Eerstvolgende Vaderdagen
Deze tabel bevat de data van Vaderdag in België (uitgezonderd regio Antwerpen) en Nederland voor het huidige jaar en de komende drie jaar:
| Jaar | België  | Nederland |
| ---- | ------- | --------- |
| 2025 | 8 juni  | 15 juni   |
| 2026 | 14 juni | 21 juni   |
| 2027 | 13 juni | 20 juni   |
| 2028 | 11 juni | 18 juni   |

### Vaderdag wereldwijd
| 19 maart                           | Honduras, Italië, Spanje, Portugal, Liechtenstein en regio Antwerpen (België) |
| Op Hemelvaartsdag                  | Duitsland |
| 5 juni                             | Denemarken |
| 1e zondag van juni                 | Litouwen en Zwitserland. |
| 2e zondag van juni                 | België (buiten regio Antwerpen) en Oostenrijk. |
| 3e zondag van juni                 | Argentinië, Bulgarije, Canada, Chili, China, Costa Rica, Cuba, Cyprus, Ecuador, Filipijnen, Frankrijk, Griekenland, Hongarije, Hongkong, India, Ierland, Japan, Kenia, Maleisië, Malta, Mauritius, Mexico, Nederland, Pakistan, Peru, Qatar, Singapore, Slowakije, Suriname, Tsjechië, Turkije, Venezuela, Verenigd Koninkrijk, Verenigde Staten, Zimbabwe en Zuid-Afrika. |
| 23 juni                            | Polen |
| Laatste zondag van juli            | Dominicaanse Republiek |
| 8 augustus                         | Taiwan (omwille van de homofonie tussen 8/8 en papa) |
| 2e zondag van augustus             | Brazilië |
| 1e zondag van september            | Australië en Nieuw-Zeeland |
| 3 oktober                          | Luxemburg |
| 3e zondag van oktober (sinds 2021) | Rusland |
| 12 november                        | Indonesië |
| 2e zondag van november             | Estland, Finland, Noorwegen, IJsland en Zweden |
| 5 december                         | Thailand (verjaardag van de koning) |